# Vismarkt (Leuven)
De Vismarkt is een plein in het centrum van de Belgische stad Leuven.
Van de Vismarkt is reeds sprake in de 13e eeuw. Het plein was ontstaan door zijn ligging aan een toenmalige Dijlearm en was de locatie van een Leuvense binnenhaven. Het was de locatie van heel wat handel en havenactiviteit en de verblijfplaats van de vissers. De vismarkt is de oudste markt van de stad.
De orde van de broeders heremieten van Sint-Augustinus vestigde zich in 1236 in Leuven in de buurt van de Vismarkt, en kreeg in 1265 de toelating een groot klooster met kerk, priorij, tuinen en bijgebouwen, brouwerij, zieken- en gastenverblijf te bouwen. Dit Augustijnenklooster nam de oostzijde van de Vismarkt in. De meer langgerekte noordelijke en zuidelijke zijde langs de oevers kende een hele reeks herbergen, tevens verblijfplaatsen van schippers en kooplui en stapelruimtes. In de tegenwoordig Busleydengang genoemde steeg aan de zuidkant van het plein schonk Jeroen van Busleyden een pand aan de Leuvense universiteit waar na zijn overlijden en onder toezicht van Desiderius Erasmus het Collegium Trilingue werd gesticht.
Door de ingebruikname van de Leuvense Vaart in 1763 verplaatste heel wat van de haven- en handelsactiviteit zich noordelijker naar de haven aan de kanaalkom, de marktfunctie van het plein wordt behouden met overdekte marktkraampjes.
In 1798 werden percelen van het na de Franse Revolutie opgeheven Augustijnenklooster door de Franse administratie verkocht en werden gedeelten van het klooster gesloopt en vervangen door nieuwbouw. Andere gedeelten bleven bewaard en werden verbouwd tot woningen waarvan een aantal nog bestaan.
In 1878 werd de loop van de Dijle met zijn meerdere rivierarmen doorheen de stad gedeeltelijk herlegd, en werden andere gedeelten overwelfd. Op de Vismarkt werd de Dijle overwelfd. De noordkant van het plein werd afgebroken en nieuwe 19e-eeuwse bebouwing langs een rechtgetrokken rooilijn ontstond, en maakte ook de oppervlakte van het plein groter. In 1884 wordt centraal op het plein een grote fraaie vishal opgetrokken, die evenwel in 1972 werd afgebroken.
De vismarkt was ook in de 20e eeuw nog een gekende uitgaanswijk van Leuven met heel wat cafés. Pas in de jaren zeventig nam de Oude Markt de leidende rol van de Vismarkt als Leuvens uitgaanscentrum over. Heel wat edities van Marktrock vonden ook deels op dit plein plaats.
Meerdere gebouwen aan de Vismarkt dateren nog van de 15e, 16e en 17e eeuw. De naam van sommige huizen zoals de Vischbank, In de Dry Schepen en De Drye Heringen of de twee vissen verwerkt in het portaal van huis Sint-Andries, trouwens de beschermheilige van de vissers, verwijzen ook naar de geschiedenis van het plein. Op de vismarkt geven de Mechelse-, Karel van Lotharingen-, Vissers-, Augustijnenstraat, Craenendonck en Busleydengang uit.